# Opius pollux
Opius pollux är en stekelart som beskrevs av Fischer 1968. Opius pollux ingår i släktet Opius och familjen bracksteklar. Inga underarter finns listade i Catalogue of Life.